# Alyssa Carson
Pour les articles homonymes, voir Carson.
Alyssa Carson (née le 10 mars 2001, à Hammond en Louisiane), connue également sous le surnom de Blueberry, est une conférencière américaine. Carson aspire à être astronaute, notamment à devenir candidate à l'une des premières missions humaines sur Mars vers 2033.

## Biographie
Inspirée par le programme télévisé de dessins animés The Backyardigans (Les Mélodilous en français) diffusé sur Nickelodeon, elle a décidé à l'âge de 3 ans de voyager sur Mars. Pour l'aider dans son initiative, son père Bert Carson l'a inscrite au Space Camp (en) de la NASA aux États-Unis en 2008. Au fil des années, elle y retourna plusieurs fois et a également assisté au camp spatial de Laval, au Québec et au Space Camp Turkey. Elle a été la première personne à avoir visité les trois camps spatiaux de la NASA. En 2013, elle a été la première personne à compléter le programme Passport de la NASA en ayant visité les 14 centres de visiteurs de la NASA aux États-Unis. Carson est ambassadrice du projet de vol spatial privé Mars One. À 14 ans, Carson devient la plus jeune candidate à être acceptée à l'International Space University pour poursuivre un master, puis à la Advanced PoSSUM (Project Polar Suborbital Science in the Upper Mesosphere) Space Academy à 16 ans,. À 18 ans, Carson a obtenu sa licence de pilote et sa formation incluait la survie dans l'eau, à la force G, les vols de micro-gravité, la certification à la plongée et la formation à la décompression,. Carson a également assisté à des cours axés sur la physiologie spatiale à l'Embry-Riddle Aeronautical University. Depuis 2019, elle étudie l'astrobiologie au Florida Institute of Technology.

## Médias
En 2014, elle apparaît dans le talk show de Steve Harvey comme la plus jeune femme pionnière. Elle a également fait une apparition dans divers médias du monde entier, comme la BBC, CBS, NBC Nightly News, et The Daily Telegraph,,. En 2017, elle est apparue dans le documentaire The Mars Generation pour lequel elle a marché sur le tapis rouge du Festival du film de Sundance à la première du film,.

## Conférences
- NASA panel at the Smithsonian National Air and Space Museum - janvier de 2014[20]
- TEDx Kalamata, la Grèce - juin de 2014[21]
- PANGEA Point de départ 2015 à Madrid, l'Espagne - janvier de 2015[22]
- xStem 2015 at the UTILISE Science and Engineering Festival - septembre de 2015[23]
- MBN Ier Forum in Seoul, la Corée du Sud - février de 2016[24]
- International Mers Society Convention in Washington D. de C. - septembre de 2016[25]
- University of Louisiana Lafayetter Women's Conference in Lafayette, LA - mars de 2017[26]